# Bandino Gualfreducci
Bandino Gualfreducci, o Gualfreduccio (Pistoia, 1565 – Roma, 5 marzo 1627), è stato un religioso e umanista italiano, membro della Compagnia di Gesù.

## Biografia
Gesuita, insegnò per sei anni retorica al Collegio Romano e fu a lungo segretario delle lettere latine del preposito generale della Compagnia di Gesù.

## Opere
- Oratio de Passione Domini, ad Paulum V Pont. Max., Romae, 1606, in-8°.
- Hieromeniæ, sive Sacrorum Mensium de Sanctis quorum memoriam singulis anni diebus catholica Ecclesia veneratur, Romae, apud hæred. Barth. Zannetti, 1622, pars prior; Romæ, apud Iacob. Mascardi, 1625, pars posterior, in-8°. In vari metri ora eroici, ora elegiaci e spesso giambici, l'autore tesse le lodi dei santi dei quali la Chiesa celebra l'ufficio nel corso del mese.
- Variorum Carminum, lib. VI, Romæ, apud hæred. Barth. Zannetti, 1622, in-12, 376 pp. In calce alla raccolta si trova una traduzione latina dell'Edipo re di Sofocle realizzata da Gualfreducci.
- Sigericus, tragœdia, Romae, ex Typog. Iacobi Mascardi, 1627, in-12, 120 pp. La tragedia è dedicata al cardinal Barberini.
- Rime, nella raccolta intitolata Applauso pietoso di un nobil coro di illustri poeti al B. Luigi Gonzaga, Milano, Malatesta, 1622, in-12. Sono sottoscritte P. B. G.